# Zug (Suïssa)
Zug és un municipi i la capital del cantó de Zug (Suïssa). Per al 31 de desembre de 2020 la població total del municipi era de 30.934 persones.

## Fills il·lustres
- Georg Joseph Sidler (1831-1907), matemàtic i astrònom